# Hypoderma rubi
Hypoderma rubi är en svampart som först beskrevs av Christiaan Hendrik Persoon, och fick sitt nu gällande namn av Augustin Pyrame de Candolle 1847. Hypoderma rubi ingår i släktet Hypoderma och familjen Rhytismataceae.  Arten är reproducerande i Sverige. Inga underarter finns listade i Catalogue of Life.
I den svenska databasen Dyntaxa används istället namnet Hypoderma vincetoxici för samma taxon.  Arten är reproducerande i Sverige.